# Eriocaulon walkeri
Eriocaulon walkeri är en gräsväxtart som beskrevs av Joseph Dalton Hooker. Eriocaulon walkeri ingår i släktet Eriocaulon och familjen Eriocaulaceae.
Artens utbredningsområde är Sri Lanka. Inga underarter finns listade i Catalogue of Life.